# Wolfgang Preiss
Wolfgang Preiss (Norimberga, 27 febbraio 1910 – Baden-Baden, 27 novembre 2002) è stato un attore tedesco.

## Biografia
Figlio di un insegnante, nel 1931 Preiss studiò filosofia, tedesco e dramma. Prese anche lezioni private con Hans Schlenck, facendo il suo debutto a Monaco nel 1932. È noto anche per aver interpretato ben cinque volte il personaggio del Dottor Mabuse. È altrettanto famoso per avere interpretato il ruolo di "ufficiale tedesco" in importanti film bellici, quali Il giorno più lungo, Attacco a Rommel, Quell'ultimo ponte.

## Filmografia
- I vinti, regia di Michelangelo Antonioni (1953), non accreditato
- Canaris, regia di Alfred Weidenmann (1954)
- Operazione walkiria (Der 20. Juli), regia di Falk Harnack (1955)
- Il cavaliere di Gerusalemme (Der Cornet - Die Weise von Liebe und Tod), regia di Walter Reisch (1955)
- Vor Sonnenuntergang, regia di Gottfried Reinhardt (1956)
- U Boat 55 - Il corsaro degli abissi (Haie und kleine Fische), regia di Frank Wisbar (1957)
- Gli italiani sono matti, regia di Duilio Coletti e Luis María Delgado (1958)
- I battellieri del Volga, regia di Viktor Turžanskij (1959)
- Stalingrado (Hunde, wollt ihr ewig leben), regia di Frank Wisbar (1959)
- Il mistero dei tre continenti (Die Herrin der Welt), regia di William Dieterle (1960)
- Il diabolico dottor Mabuse (Die 1000 Augen des Dr. Mabuse), regia di Fritz Lang (1960)
- Il mulino delle donne di pietra, regia di Giorgio Ferroni (1960)
- Riviera-Story, regia di Wolfgang Becker (1961)
- Il falso traditore (The Counterfeit Traitor), regia di George Seaton (1962)
- Il giorno più lungo (The Longest Day), regia di Ken Annakin, Andrew Marton, Bernhard Wicki (1962)
- Il cardinale (The Cardinal), regia di Otto Preminger (1963)
- I raggi mortali del dottor Mabuse (Die Todesstrahlen des Dr. Mabuse), regia di Hugo Fregonese e Victor De Santis (1964)
- Il treno (The Train), regia di John Frankenheimer (1964)
- I cento cavalieri, regia di Vittorio Cottafavi (1964)
- Il colonnello Von Ryan (Von Ryan's Express), regia di Mark Robson (1965)
- Parigi brucia? (Paris brûle-t-il?), regia di René Clément (1966)
- Sciarada per quattro spie (Avec la peau des autres), regia di Jacques Deray (1966)
- La gang dei diamanti (Jack of Diamonds), regia di Don Taylor (1967)
- Segreti che scottano (Deux billets pour Mexico), regia di Christian-Jaque (1967)
- Lo sbarco di Anzio, regia di Edward Dmytryk (1968)
- La legione dei dannati, regia di Umberto Lenzi (1969)
- Hannibal Brooks, regia di Michael Winner (1969)
- Attacco a Rommel, regia di Henry Hathaway (1971)
- Una farfalla con le ali insanguinate, regia di Duccio Tessari (1971)
- Giornata nera per l'ariete, regia di Luigi Bazzoni (1971)
- Un uomo da rispettare, regia di Michele Lupo (1972)
- Scacchiera di spie (The Salzburg Connection), regia di Lee H. Katzin (1972)
- Quell'ultimo ponte (A Bridge Too Far), regia di Richard Attenborough (1977)
- I ragazzi venuti dal Brasile (The Boys from Brazil), regia di Franklin Schaffner (1978)
- Linea di sangue (Bloodline), regia di Terence Young (1979)
- La formula (The Formula), regia di John G. Avildsen (1980)
- Fantasma d'amore, regia di Dino Risi (1981)
- Venti di guerra (The Winds of War), regia di Dan Curtis (1983) - miniserie TV
- La seconda vittoria (The Second Victory), regia di Gerald Thomas (1986)
- Ricordi di guerra (War and Remembrance) (1988) - miniserie TV

## Doppiatori italiani
- Bruno Persa in Il mulino delle donne di pietra, Il giorno più lungo, Il colonnello von Ryan, Lo sbarco di Anzio, Giornata nera per l'ariete
- Gualtiero De Angelis in Stalingrado
- Emilio Cigoli in Il diabolico dottor Mabuse
- Nando Gazzolo in Il falso traditore
- Manlio Busoni in I raggi mortali del dottor Mabuse
- Arturo Dominici in Il treno
- Mario Feliciani in La legione dei dannati
- Gianni Bonagura in Una farfalla con le ali insanguinate
- Massimo Dapporto in Canaris (ridoppiaggio)[1]
- Michele Kalamera in Attacco a Rommel (ridoppiaggio)[2]